# Eumerus ammophilus
Eumerus ammophilus är en tvåvingeart som beskrevs av Paramonov 1926. Eumerus ammophilus ingår i släktet månblomflugor, och familjen blomflugor.
Artens utbredningsområde är Turkmenistan. Inga underarter finns listade i Catalogue of Life.